# Man-szigeti font
A Man-szigeti font (angolul: Manx pound vagy Isle of Man pound) a Man-sziget kormányzósága által kibocsátott pénznem. Man valutaunióban van az Egyesült Királysággal, a helyi font sem önálló pénznem, hanem font sterlingre szóló bankjegyek és érmék helyi kiadása, hasonlóan a skóciai és északír kiadású pénzekhez.
Az észak-ír és skót bankjegyekkel ellentétben az Egyesült Királyság nem követeli meg a Man-sziget kormányától, hogy a manxi bankjegyeket és érméket Bank of England kötvényekkel vagy értékpapírokkal támassza alá. A brit törvények nem korlátozzák az általuk kibocsátható bankjegyek és érmék számát, de a manxi bankjegyek sem törvényes fizetőeszközök az Egyesült Királyságban, mivel a brit parlament nem hagyta jóvá. A bankjegyeket és érméket az Egyesült Királyság kormánya vagy a Bank of England nem szavatolja, és a manxi hatóságok által biztosítotton túlmenően az átválthatóságra nincs garancia. Azonban a sziget 1992. évi valutatörvényében a Man-szigeti kincstárra vonatkozó előírása, hogy a Manx fontot kérésre Bank of England bankjegyekre cserélje, a gyakorlatban korlátozza a fedezetlen valuta kibocsátását és a kibocsátott bankjegyek összesített számát. Tynwaldnak előzetesen jóvá kell hagynia
A brit kiadású bankjegyeket és érméket általánosan használják a szigeteken, míg a Man-szigeti fontot nem szokták elfogadni Nagy-Britanniában (bár az érmék – hasonló voltuk miatt – át szoktak szivárogni), ezért célszerű a sziget elhagyásakor átváltani őket. Ezt a legtöbb bank és pénzváltó díjmentesen megteszi. Valamennyi man-szigeti font érme és bankjegy előoldalán egységesen II. Erzsébet brit királynő portréja szerepel fő motívumként.

## Története
Az Egyesült Királyságban 2017. október 15-én visszavonták a kerek, 1 GBP-os, 9,5 grammos érmék törvényes fizetőeszköz státuszát, de Jersey és Guernsey Bailiwicks szigetével ellentétben a Man-sziget nem vonta vissza a törvényes fizetőeszköz státuszt saját, azonos specifikációjú, 1 GBP-os érméitől. 2017-ben a Man-sziget államkincstárának nem volt terve egy 12 oldalú font érme bevezetése. Továbbá, annak ellenére, hogy már nem minősülnek törvényes fizetőeszköznek, a régi, 1 GBP értékű érmék 2018. február 28-ig használatban maradtak Man-szigeten, ezt követően már csak az 1 GBP-os manxi bankjegyeket és érméket, valamint a 12 oldalú, 1 GBP értékű érméket fogadják el.

## Bankjegyek
- 1 font – Tynwald-domb
- 5 font – Rushen kastély
- 10 font – Peel kastály
- 20 font – Laxey Wheel
- 50 font – Douglas-öböl